# 信田昌男
信田 昌男（のぶた まさお、1956年8月28日 - ）は、日本の検察官、公証人。富山地方検察庁検事正や、最高検察庁検事、津地方検察庁検事正等を歴任した。

## 来歴・人物
東京都出身。創価大学法学部卒業後、1984年東京地方検察庁検事任官。1985年津地方検察庁検事。さいたま地方検察庁次席検事等を経て、2012年富山地方検察庁検事正。2013年最高検察庁検事。2014年から津地方検察庁検事正を務め、裁判員に向けたわかりやすい立証の必要性を説くなどした。2015年退官、五反田公証役場公証人。